# Derrière moi

Derrière moi est un film québécois de Rafaël Ouellet sorti en 2008.

## Distribution
- Carina Caputo : Betty
- Charlotte Legault : Léa
- Patrice Dubois : Le proxénète